# 千音寺南インターチェンジ
千音寺南インターチェンジ（せんのんじみなみインターチェンジ）は、愛知県名古屋市中川区服部にある名古屋第二環状自動車道のインターチェンジ (IC) である。飛島JCT方面出入口のみのハーフICである。

## 歴史
- 2021年（令和3年）
  - 2月26日 : IC名称が「名古屋西JCT南IC（仮称）」から「千音寺南IC」に正式決定[1]。
  - 5月1日 : 名古屋西JCT - 飛島JCT間開通に伴い、供用開始[1][2]。
- 2024年（令和6年）4月4日 : 料金所がETC専用になる[3]。

## 周辺
- 名古屋市立千音寺小学校
- セイノースーパーエクスプレス(株)中川営業所
- 中京フロント本社
- 長堀公園

## 接続する道路
- 直接接続
  - 国道302号
- 間接接続
  - 愛知県道115号津島七宝名古屋線
  - 愛知県道40号名古屋蟹江弥富線

## 料金所
レーン運用は、時間帯やメンテナンスなどの事情により変更される場合がある。

### 入口
- レーン数 : 2
  - ETC専用 : 1
  - ETC/サポート : 1

## 隣
C2 名古屋第二環状自動車道
(23) 名古屋西JCT - (24) 千音寺南IC - (25) 富田IC